# Waffendepartement im Reichsmarineamt
Das Reichsmarineamt (RMA) wurde mit Allerhöchster Kabinettsorder vom 30. März 1889 eingerichtet und hierin 1894 die Waffenabteilung eingerichtet. Später wurde hieraus das Waffendepartement (W).

## Aufgabenbereiche und Abgrenzung
Das Waffendepartement der Marine war u. a. für die Entwicklung neuartiger Waffensysteme verantwortlich, wie z. B. 1910 die Erhöhung des Kalibers für die Schiffe der Bayern-Klasse und die Nutzung von Bordgeschützen für den Landeinsatz (38-cm-Schnelladekanone L/45).
Mit dem Waffendepartement hatte das Oberkommando der Marine seinen eigenen Bereich nach der traditionell und international üblichen Aufteilung der Kompetenzen zur Waffenentwicklung nach Truppengattungen. Im Bereich des Reichswehrministerium wurde das 1922 eingerichtete Heereswaffenamt (HWA) personell wesentlich stärker ausgestattet als das Waffendepartement. Dort zentralisierte man die Aufgabenbereiche der Artillerieprüfungskommission sowie der Gewehrprüfungskommission und fungierte teilweise als Koordinierungsstelle für alle Truppengattungen. Das Reichsministerium für Bewaffnung und Munition wurde 1940 eingerichtet. Das Entwicklungsamt des Reichsluftfahrtministeriums war als Kompetenzbereich des Generalluftzeugmeisters für eine jüngere Truppengattung weniger traditionell ausgerichtet. Dennoch wurde dort eine technische Bandbreite von beispielsweise den Flugfeldlöschfahrzeugen über Bordwaffen bis zur Raketentechnologie betreut.

## Chefs/Vorstände/Direktoren (Auswahl)
- Kapitän zur See/Konteradmiral/Vizeadmiral Hans Sack: von der Einrichtung bis 1904
- Kapitän zur See Adolf Goetz: von Juli 1904 bis Oktober 1906
- Konteradmiral Gerhard Gerdes: von September 1909 bis Ende März 1910 mit der Wahrnehmung der Geschäfte beauftragt
- Konteradmiral/Vizeadmiral Gerhard Gerdes: von April 1910 bis Anfang Oktober 1917
- Konteradmiral/Vizeadmiral Maximilian Rogge, später Staatssekretär des Reichsmarineamtes: von Oktober 1917 bis Dezember 1918

## Gliederung
August 1914
- Abteilung für Artillerie- und Handwaffenkonstruktion (W I)
- Abteilung für Aufstellung und Behandlung des Artilleriematerials an Bord (W II)
- Dezernat für Angelegenheiten der Küstenbefestigungen und der Artilleriedepots (W III)
- Dezernat für Artillerie-Verwaltungsangelegenheiten (W IV)

Mitte Oktober 1914
- Abteilung für Artillerie- und Handwaffenkonstruktion (W I)
- Abteilung für Aufstellung und Behandlung des Artilleriematerials an Bord (W II)
- Dezernat für Angelegenheiten der Küstenbefestigungen und Artilleriedepots (W III)

Ende des Krieges 1918
- Abteilung für Artillerie- und Handwaffenkonstruktion (W I)
- Abteilung für Aufstellung und Behandlung des Artilleriematerials an Bord (W II)
- Dezernat für Angelegenheiten der Küstenbefestigungen und Artilleriedepots (W III)
- Dezernat für Minen-, Sperr- und Sprengwesen

## Bekannte Personen (Auswahl)
- Wilhelm Schack: bis September 1904 in der Waffenabteilung
- Korvettenkapitän Friedrich Gädecke: von März 1904 bis September 1907 Dezernent in der Waffenabteilung
- Kapitän zur See Gerhard Gerdes: u. a. Dezernent im Waffendepartement und ab Oktober 1906 Vorstand der Abteilung für Artillerie- und Handwaffenkonstruktion, wurde dann Direktor des Waffendepartments
- Maximilian Rogge: als Dezernent im Waffendepartement und dann bis Oktober 1917 Abteilungschef tätig, wurde dann Direktor des Waffendepartments
- Waldemar Pieper: bis August 1914 und erneut von Juli 1917 bis November 1919 als Kapitän zur See/Konteradmiral Abteilungschef
- Kapitän zur See Karl Kühlenthal: bis November 1917 Dezernent im Waffendepartement
- Kapitän zur See Konrad Mommsen: von Juli 1918 bis Kriegsende Abteilungschef im Waffendepartement
- Korvettenkapitän Richard Foerster: von November 1916 bis Kriegsende Dezernent im Waffendepartement